# Musée de l'Annonciade
Le musée de l'Annonciade est un musée d'art situé à Saint-Tropez et abritant une collection de peintures du XIXe et du XXe siècle (période 1890-1950), rappelant que Saint-Tropez a été à cette époque l'un des foyers de création picturale où se sont réunis, autour de Paul Signac, certains des plus grands peintres avant-gardistes comme Matisse ou Braque. 

## Lieu d'installation

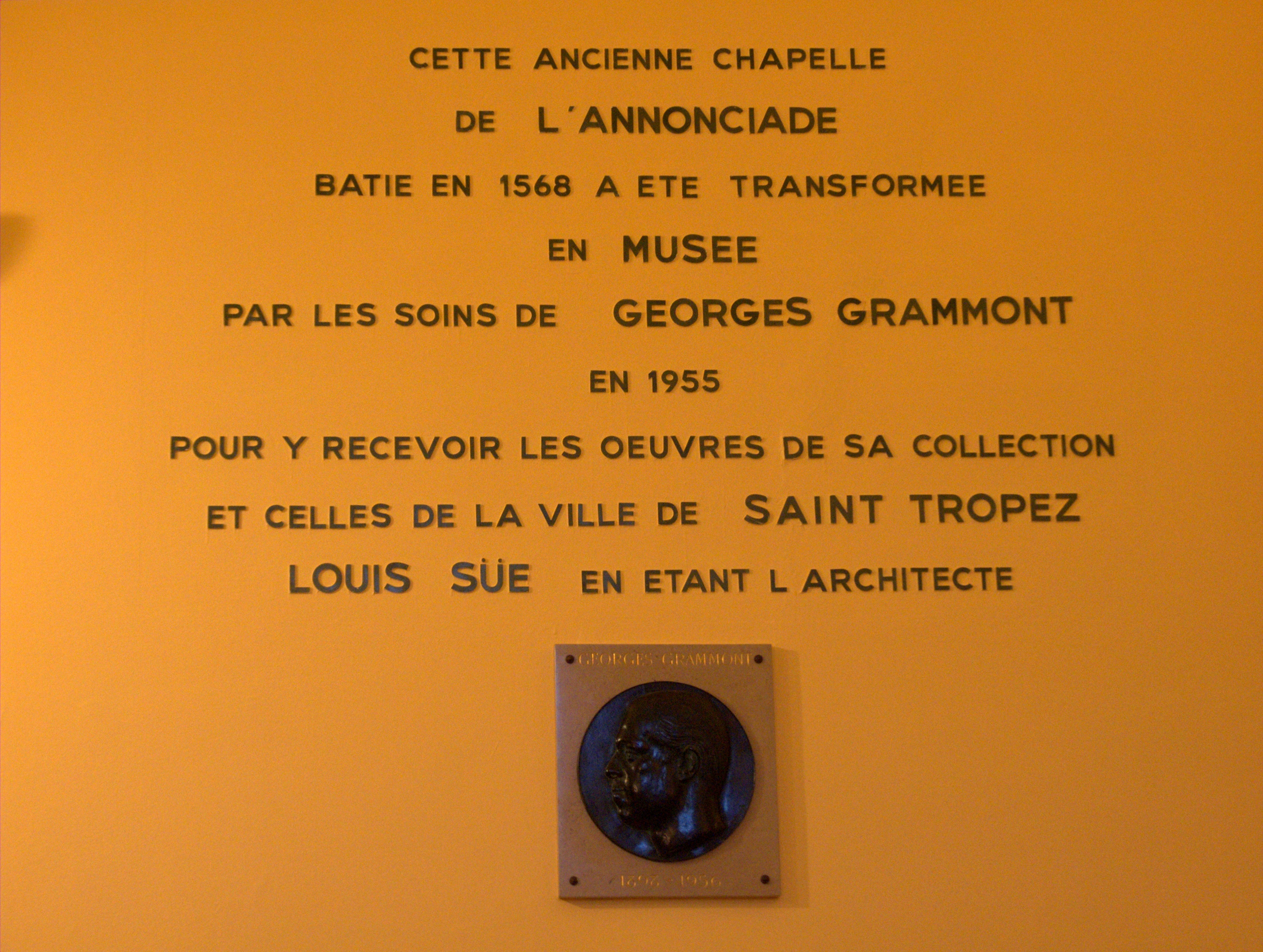
Remerciements à Georges Grammont, à l'intérieur du musée.

Le musée est installé dans la chapelle Notre-Dame de l'Annonciade, dont il tire son nom. Elle a été édifiée vers 1510 par la confrérie des Pénitents blancs et fut vendue comme bien national à la Révolution. Son clocher est abattu en 1821 et le toit reçoit sa forme actuelle afin de convertir l'édifice en un atelier de construction marine. En 1937, la partie supérieure de la chapelle fut aménagée pour accueillir le « Museon Tropelen ». C'est en 1950 que le bâtiment, mis à la disposition de l'industriel et collectionneur Georges Grammont (1808-1956), fut modifié à la demande de celui-ci par l'architecte Louis Süe afin d'en faire un musée pour abriter sa collection.

## Historique
Créé en 1922, le « Museon Tropelen » présente des œuvres de peintres ayant travaillé à Saint-Tropez, à la suite de Paul Signac qui, le premier, découvrit ce village provençal de pêcheurs en 1892 et y invita ses amis peintres. Henri Person (1876-1926), ami de Signac de longue date avec qui il avait voyagé à Constantinople dans leur jeunesse, en fut nommé conservateur à cette époque.
Après d'importants travaux dans la chapelle, le nouveau musée de l'Annonciade est inauguré le 7 août 1955, présentant cinquante-six œuvres de la collection Grammont. Au fil des ans et des donations, les collections se sont étoffées et sont aujourd'hui représentatives d'œuvres des plus grands artistes de la fin du XIXe et de la première moitié XXe siècle. Plus généralement, il est consacré aux mouvements Nabis, pointilliste et Fauve.
En juillet 1961, cinquante sept toiles de maîtres contemporains sont volées. Elles sont toutes retrouvées en novembre 1962, à la suite de la révélation de leur cache par une lettre anonyme adressée au ministre de la Culture de l'époque, à l’exception d'une aquarelle du conservateur du musée à cette époque, Dunoyer de Segonzac.

## Collections
Les collections se composent avant tout de peintures mais elles comptent également des dessins et des sculptures. Ainsi, le musée présente notamment des œuvres des mouvements :
- pointilliste avec Paul Signac (plusieurs toiles), Georges Seurat, Maximilien Luce, Henri-Edmond Cross, Théo van Rysselberghe et Jeanne Selmersheim-Desgrange ;
- nabis et symboliste avec Edouard Vuillard (La soupe d'Annette, 1900), Pierre Bonnard (Nu devant la cheminée, 1919), Maurice Denis et Félix Vallotton (Misia à son bureau, vers 1897) ;
- fauve avec Albert Marquet (Le Port de Saint-Tropez et Le Port de Marseille), Raoul Dufy (Jetée de Honfleur, 1930),  Jean Puy, Henri Matisse (six œuvres dont La Gitane et Femme à la fenêtre), André Derain (Effets de soleil sur l'eau, Londres, Westminster et Pont sur la Tamise, 1906), Georges Braque (Paysage de l'Estaque, 1906), Kees van Dongen (Gitane et En la plaza, femmes à la balustrade), Maurice de Vlaminck (Pont de Chatou), Henri Manguin (La gitane à l'atelier, 1906), Charles Camoin et Othon Friesz ainsi que des œuvres de Roger de La Fresnaye, Aristide Maillol, Georges Rouault (Paysage Biblique, 1935), Suzanne Valadon, Maurice Utrillo, Francis Picabia, Robert Delaunay (Femme à l'ombrelle, 1913) ou encore André Lhote et Henri Person.

## Quelques œuvres exposées

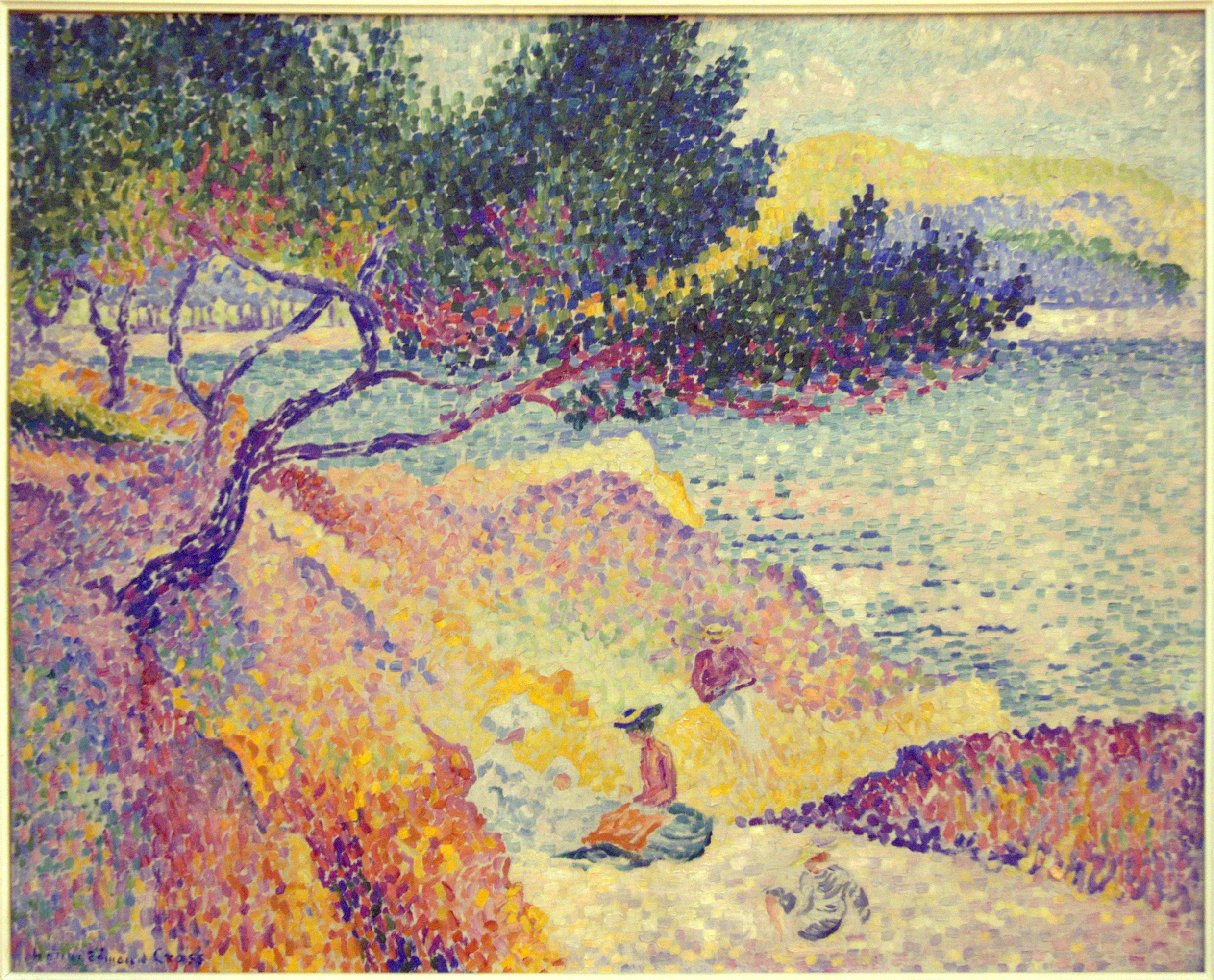
Henri-Edmond Cross, La baie de Cavalière, 1906-1907.
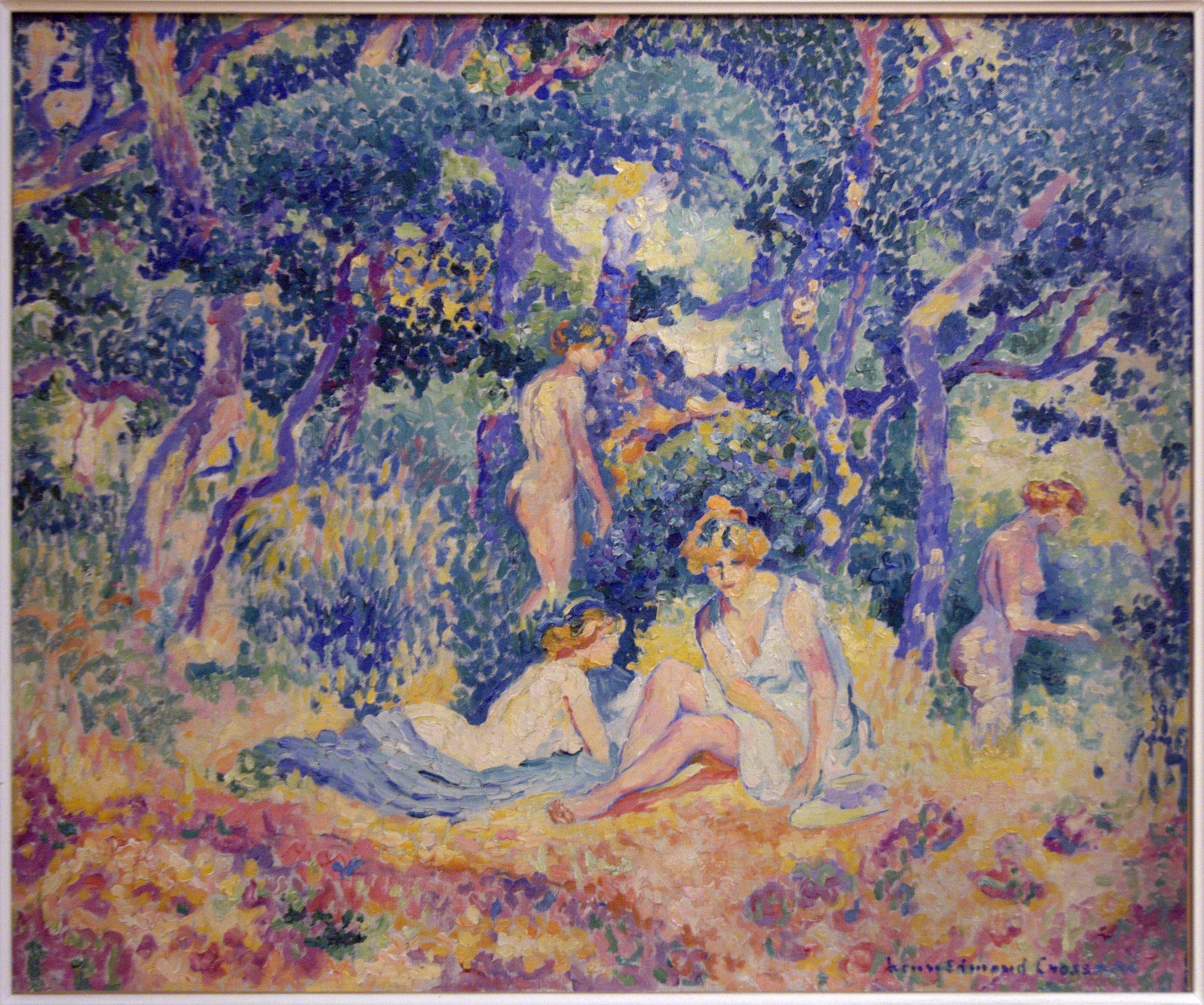
Henri-Edmond Cross, Nu sous bois, 1906-1907.
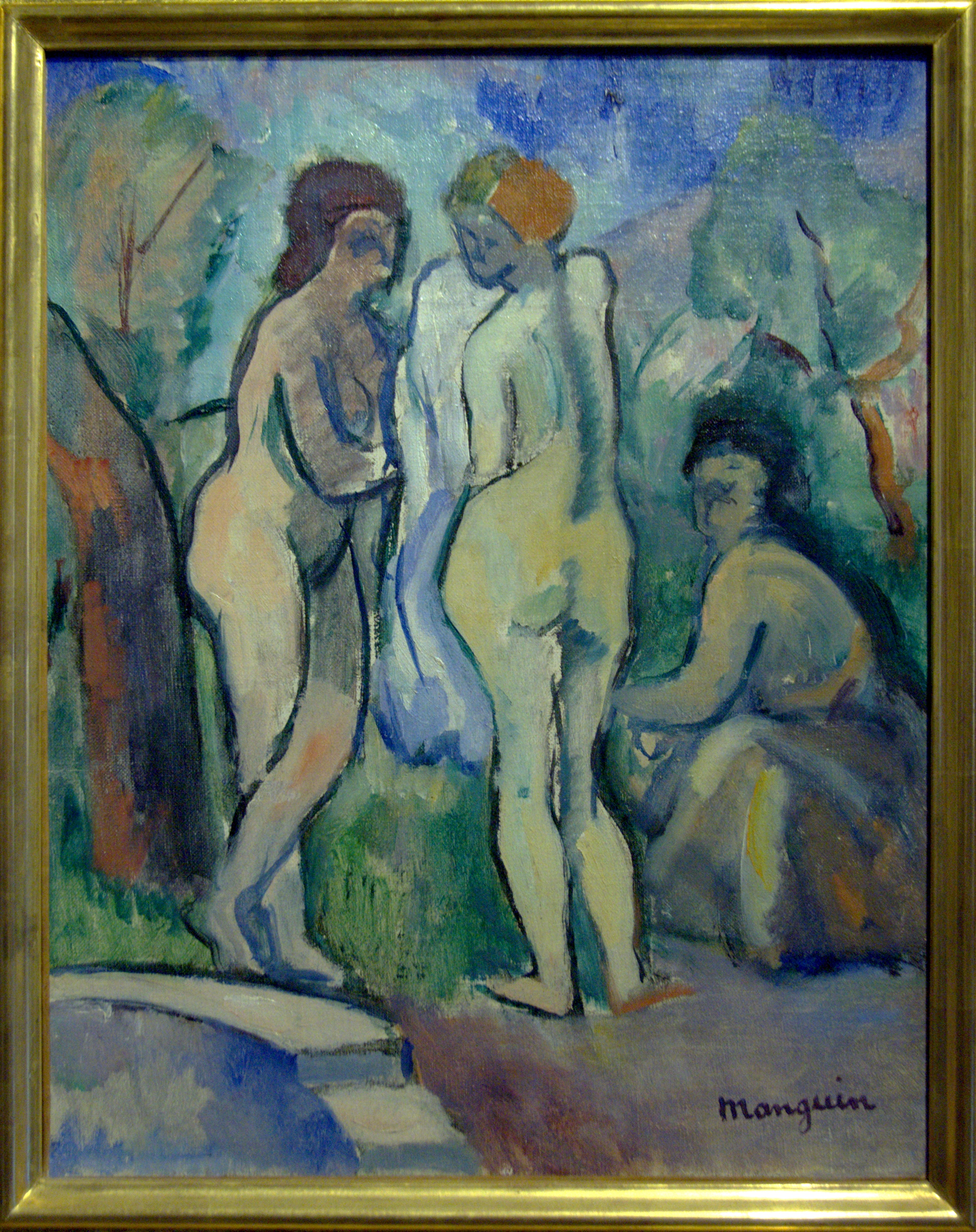
Henri Manguin, Étude pour les Trois Graces, 1905.
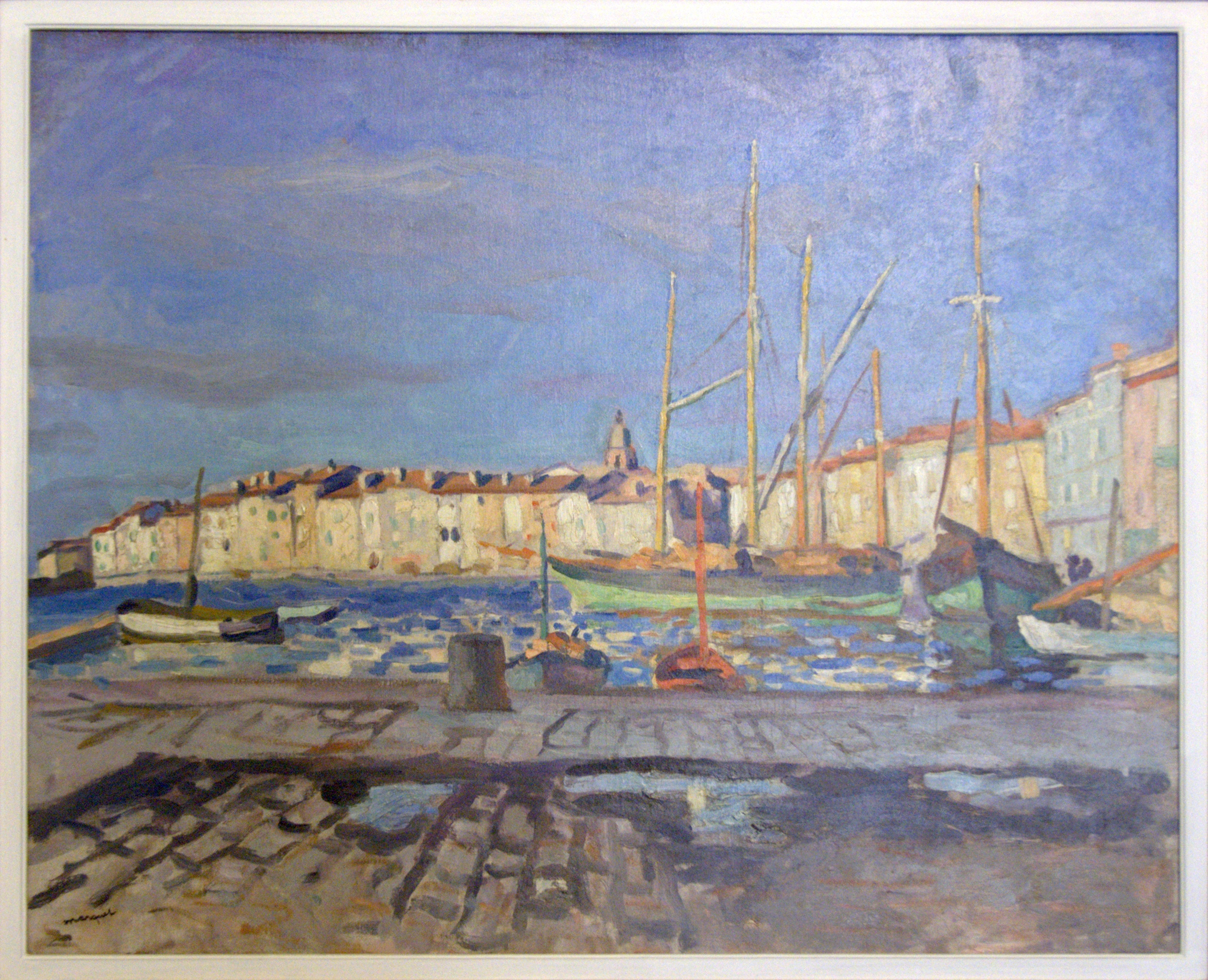
Albert Marquet, Le Port de Saint-Tropez, 1905.
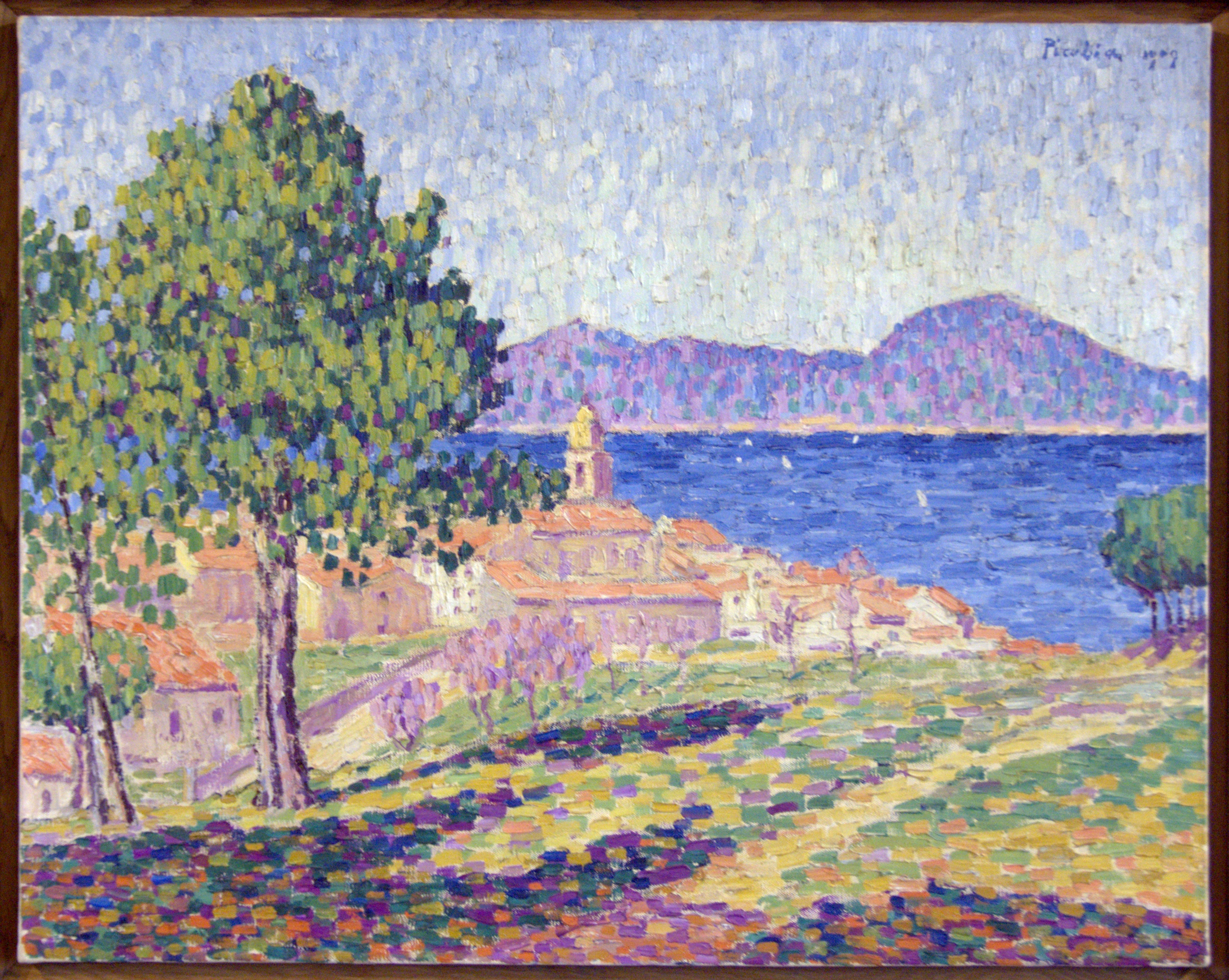
Francis Picabia, Vue de la Citadelle de Saint-Tropez, 1909.
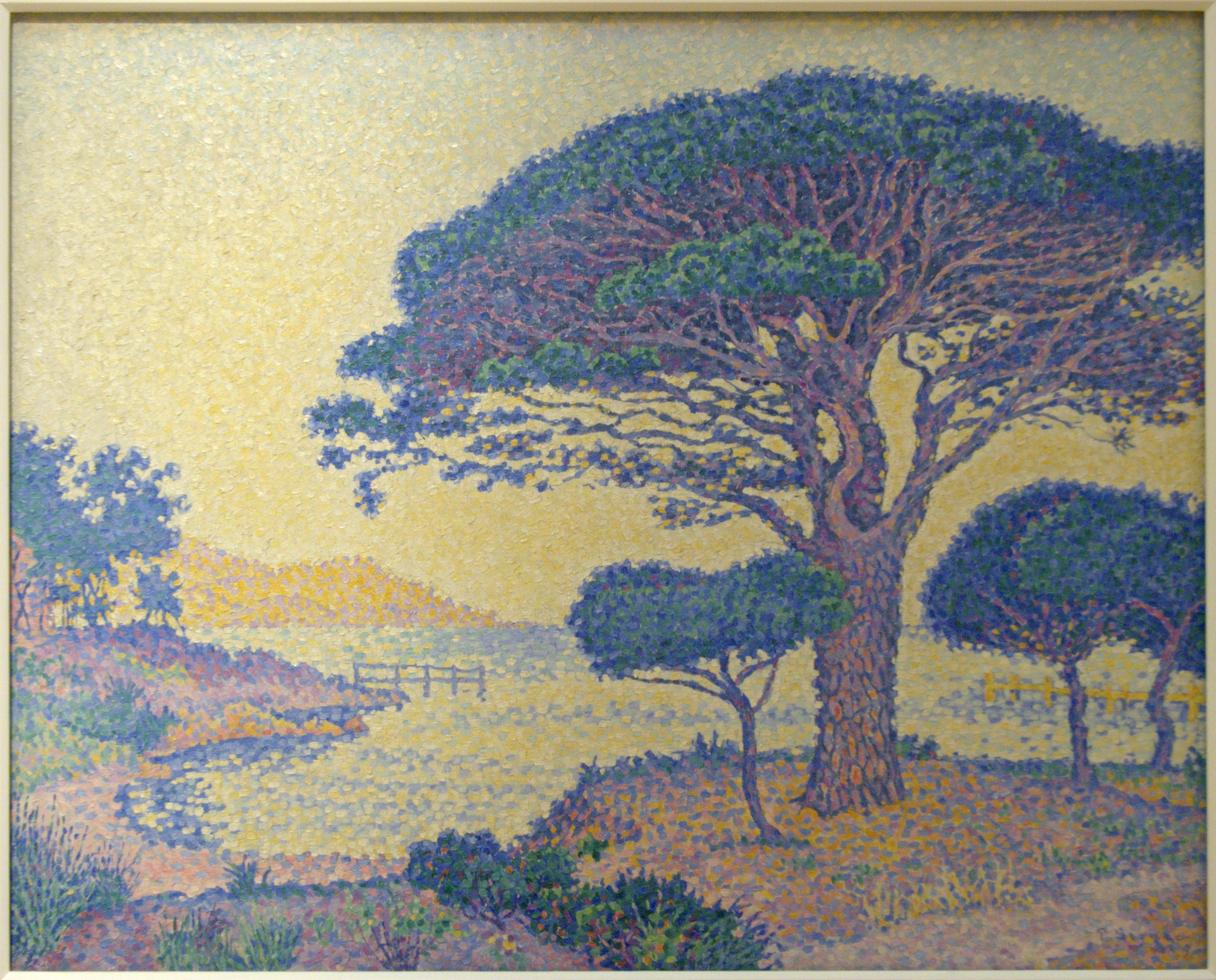
Paul Signac, Les pins parasols aux Canebiers, 1897.
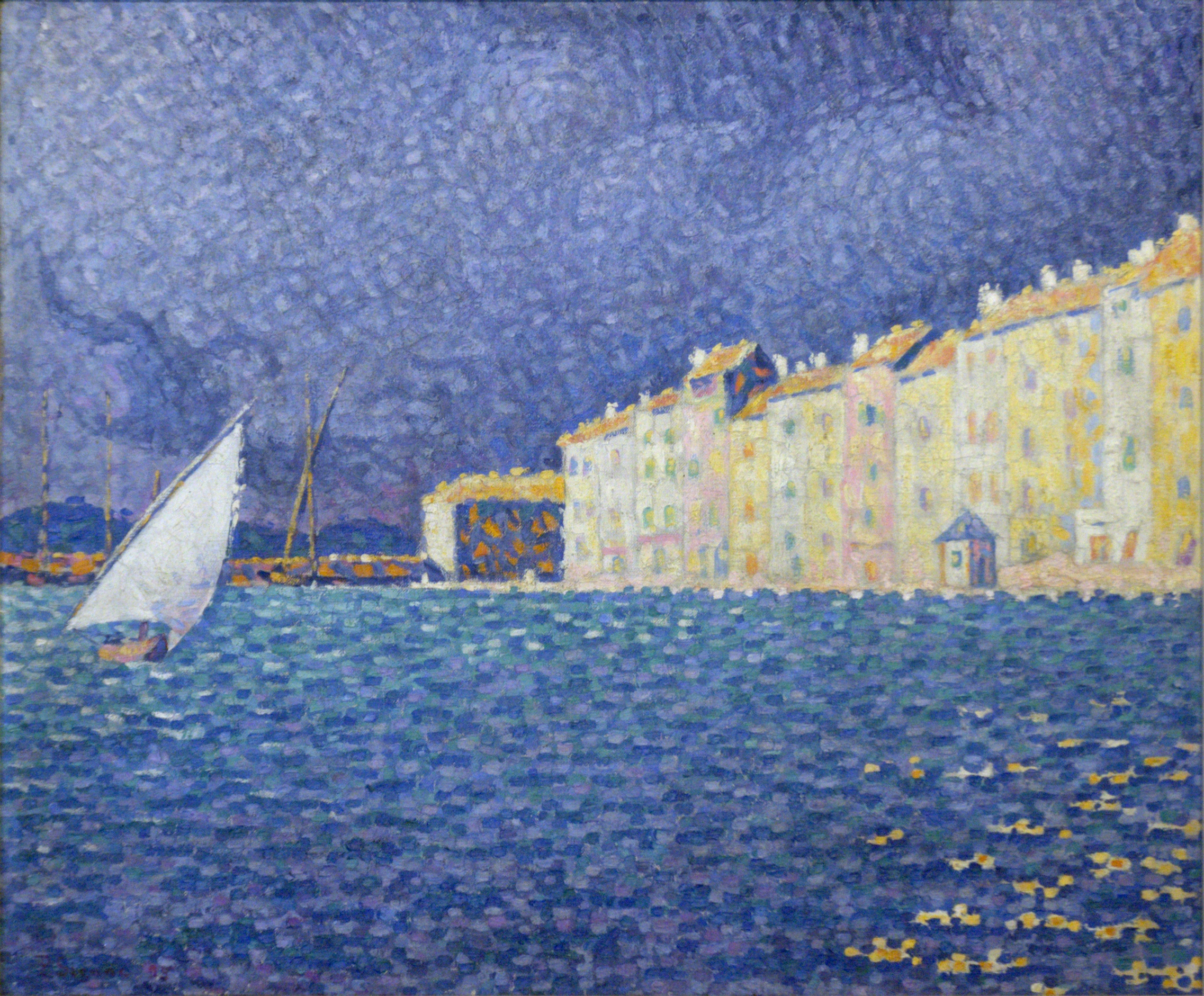
Paul Signac, L'orage à Saint-Tropez, 1895.
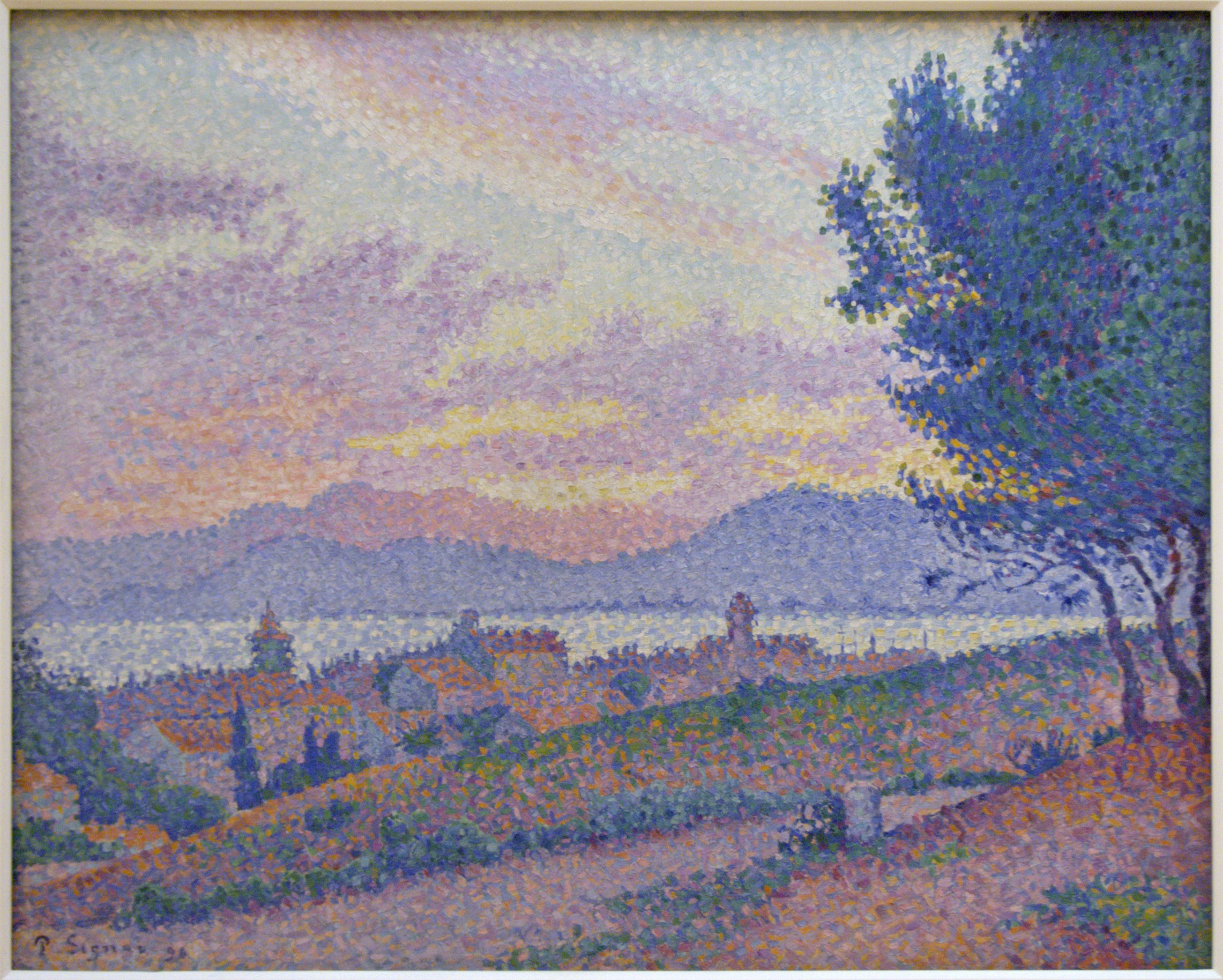
Paul Signac, Coucher de soleil au bois de pins à Saint-Tropez, 1896.
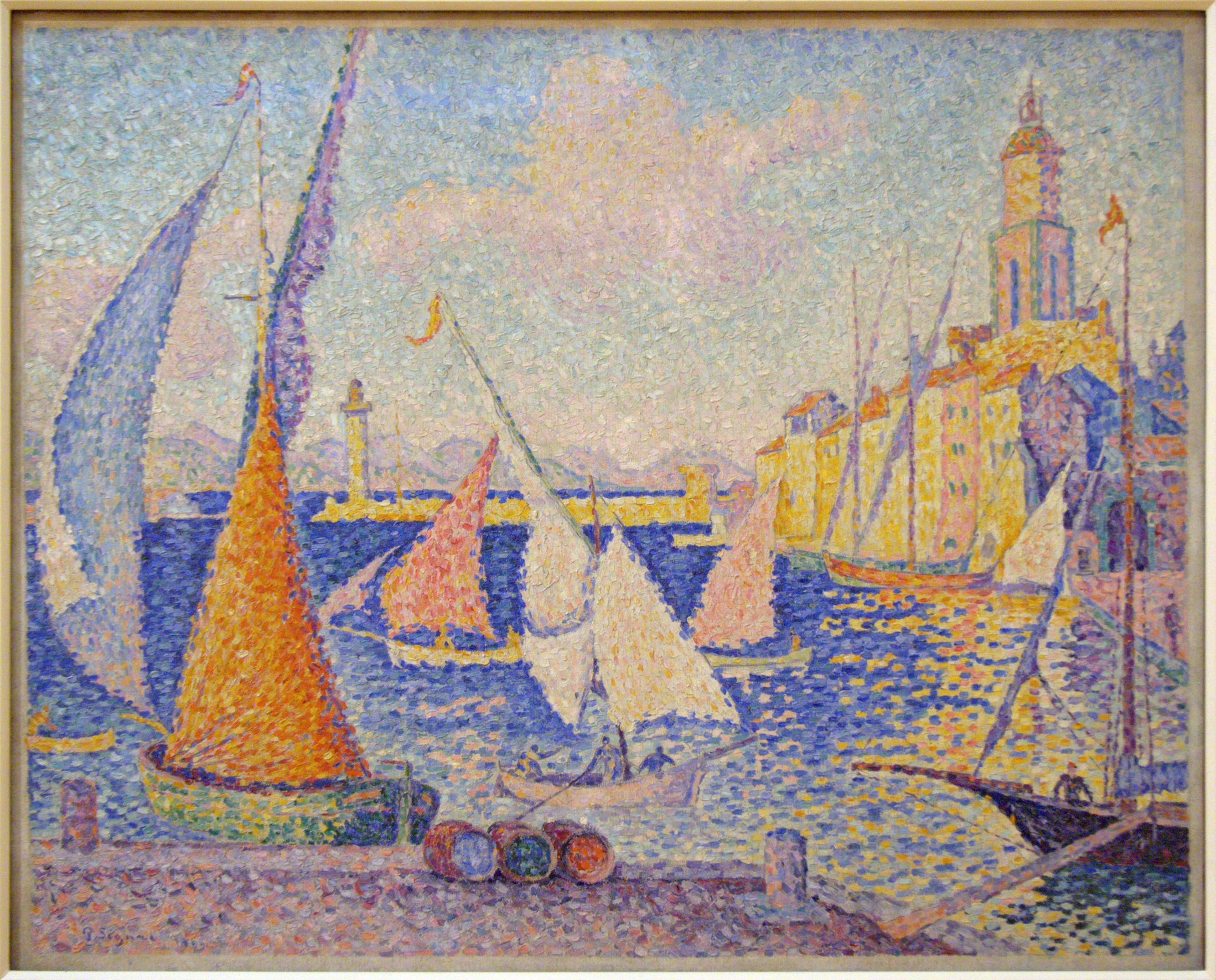
Paul Signac, Le quai à Saint-Tropez, 1899.
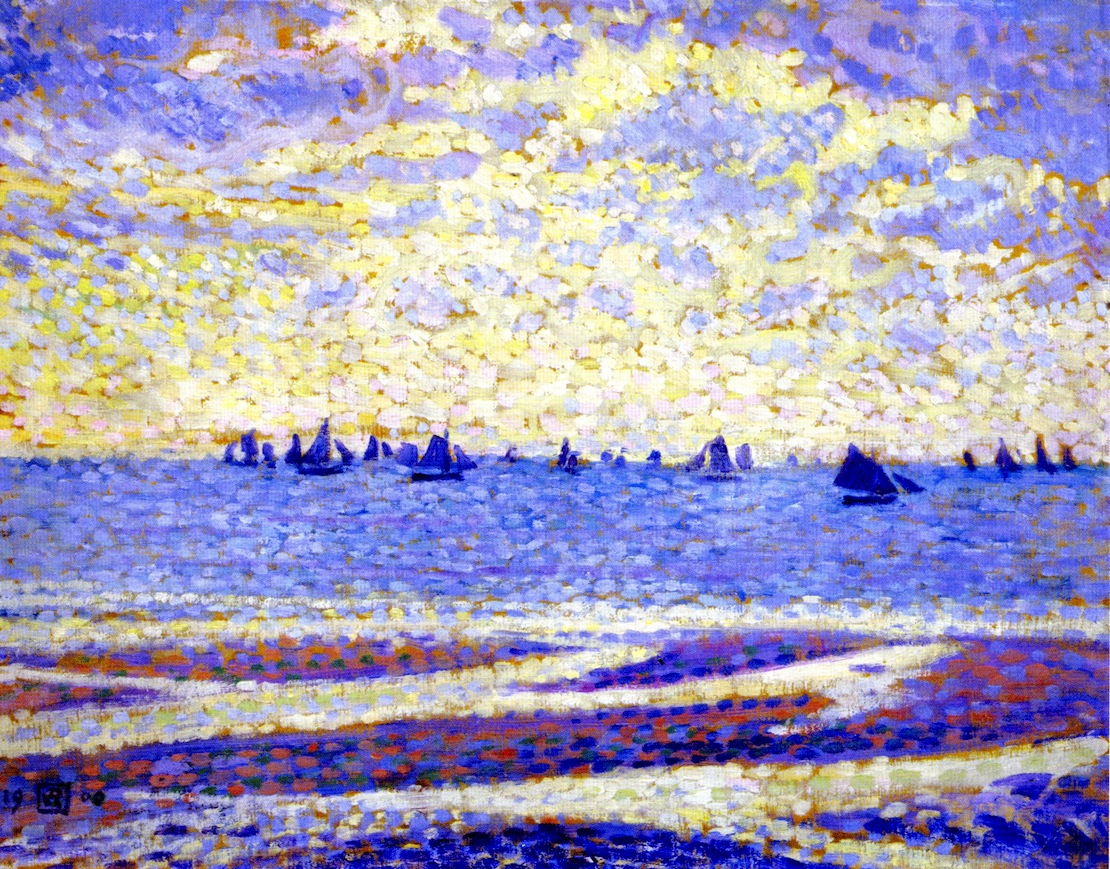
Théo van Rysselberghe, Barques de pêche à Boulogne-sur-Mer, 1900.
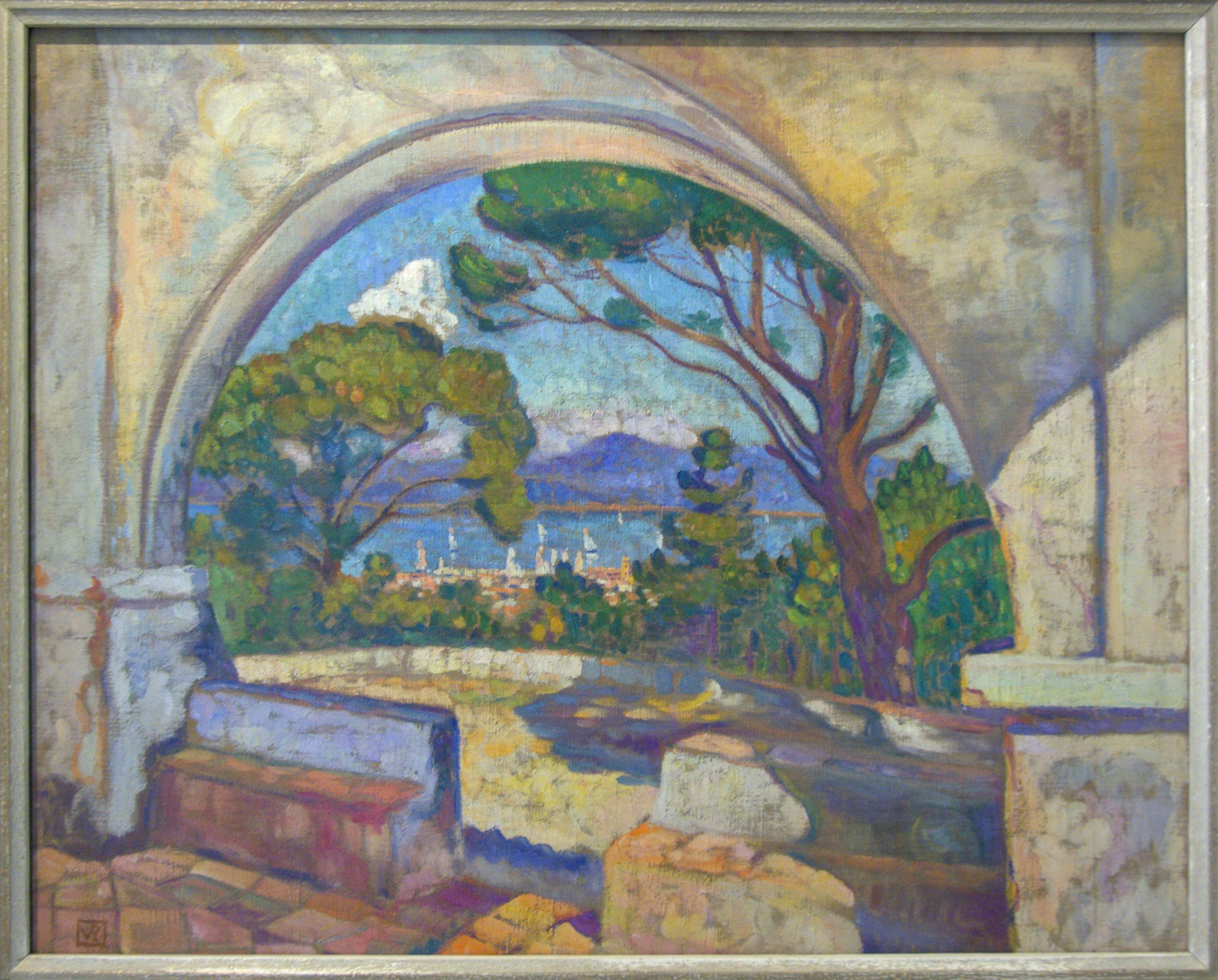
Théo van Rysselberghe, Vue de la chapelle Sainte-Anne à Saint-Tropez, vers 1910.